# 大分県立国東農工高等学校
大分県立国東農工高等学校（おおいたけんりつ くにさきのうこうこうとうがっこう）は、かつて大分県国東市（旧・東国東郡）国東町に所在した公立の農工高等学校。
2008年4月、旧大分県立国東高等学校、大分県立双国高等学校と統合されて総合選択制の大分県立国東高等学校が国東農工高校の校地に新設された。これに伴い、国東農工高校は2008年3月31日に閉校した。

## 設置学科
- 園芸科学科
- 電子工業科

## 所在地
- 〒873-0503 大分県国東市（旧・東国東郡）国東町鶴川1974番地

## 沿革
- 1902年 - 大分県東国東郡立実業学校として設立。
- 1927年 - 大分県国東農学校と改称
- 1953年 - 大分県立国東農業高等学校と改称
- 1983年 - 大分県立国東農工高等学校と改称
- 2001年 - 創立100周年記念式典を拳行
- 2008年3月31日 - 閉校。